# Thế kỷ 8 TCN
Thế kỷ 8 TCN bắt đầu vào ngày đầu tiên của năm 800 TCN và kết thúc vào ngày cuối cùng của năm 701 TCN.

## Sự kiện

### Thập niên 790 TCN
- 797 TCN: Ardysus I trở thành vua của Lydia.